# Gouandé
Gouandé est l'un des six arrondissements de la commune de Matéri dans le département de l'Atacora au Bénin.

## Géographie
L'arrondissement de Gouandé est situé au nord-ouest du Bénin et compte 9 villages que sont Bahoun, Doga, Gouande, Kandehoun, Kouforpissiga, Sindori-toni, Tcharikonga, Tiari et Toubougnini.

## Démographie
Selon le recensement de la population de 2013 conduit par l'Institut national de la statistique et de l'analyse économique (INSAE), Gouandé compte 17116 habitants  .

## Galerie de photos

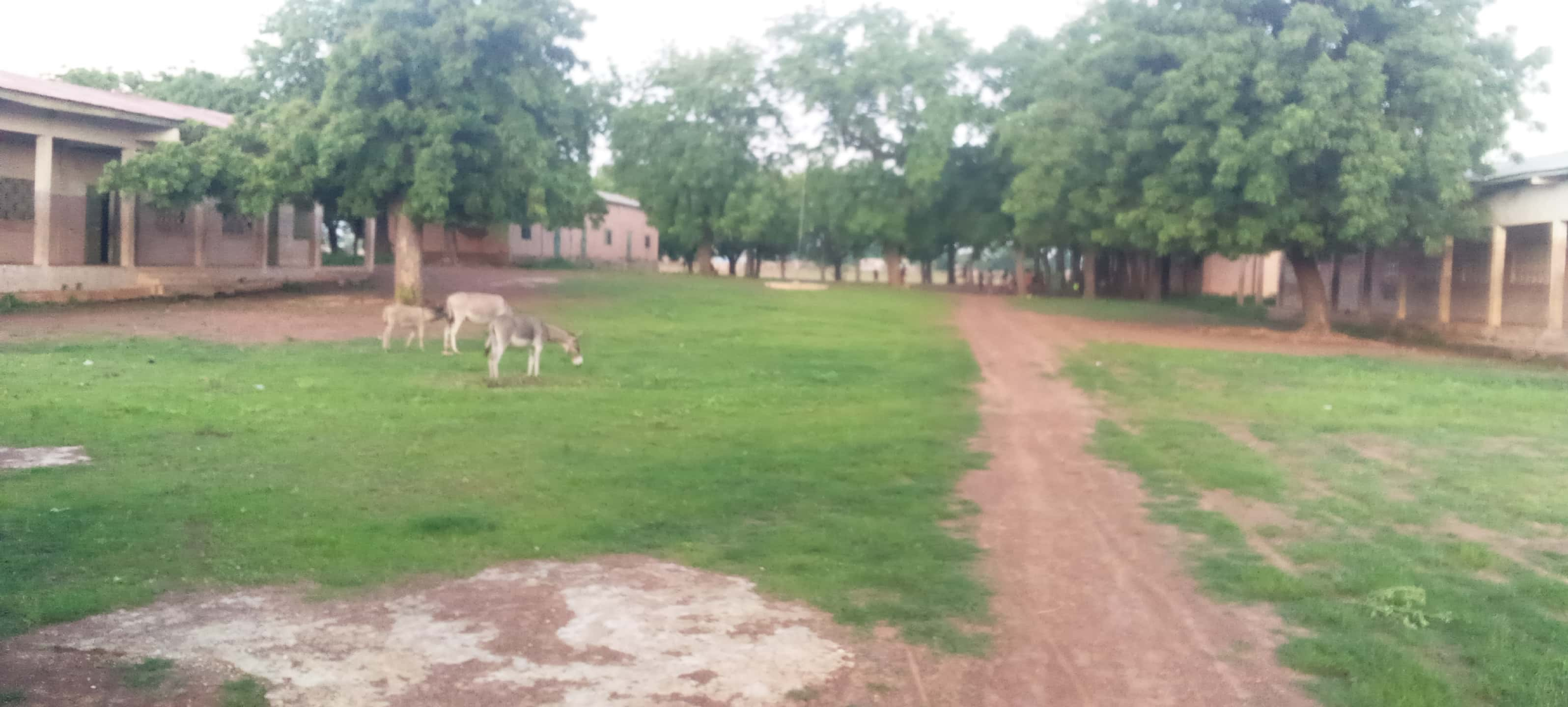
École primaire publique de Gouande
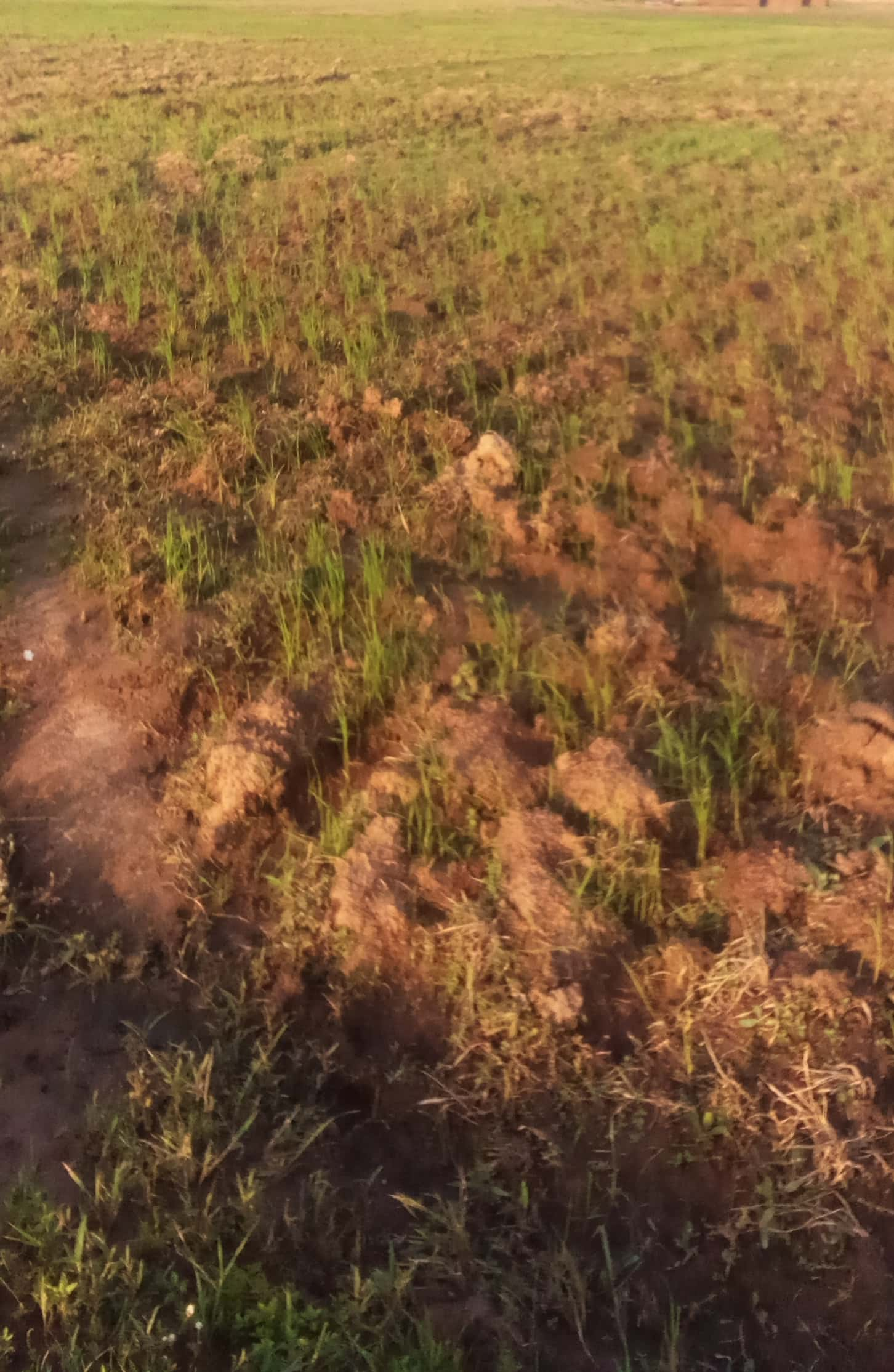
Riziculture